# Sonderrechtslehre
Die Sonderrechtslehre ist eine juristische Lehrmeinung, die sich mit der Frage befasst, unter welchen Voraussetzungen die Meinungsfreiheit eingeschränkt werden darf, insbesondere was unter den allgemeinen Gesetzen im Sinne des heutigen Art. 5 Abs. 2 GG zu verstehen ist.
Diese Frage war bereits zu Zeiten der Weimarer Verfassung umstritten, die in Art. 118 Abs. 1 Satz 1 bestimmte, dass jeder Deutsche das Recht habe, innerhalb der Schranken der allgemeinen Gesetze seine Meinung frei zu äußern.
Die Sonderrechtslehre zielt auf formale Kriterien ab. Danach ist die Meinungsneutralität des Gesetzes entscheidend. Es sind nur diejenigen Vorschriften allgemeine Gesetze, die sich nicht gegen eine bestimmte Meinung als solche richten, also nicht eine Meinung wegen ihres Inhalts als solche verbieten. Allgemeine Gesetze dürfen also kein „Sonderrecht gegen die Meinungsfreiheit“ normieren.
Demgegenüber zielt die Abwägungslehre auf materielle Kriterien ab. Nach dieser Theorie sind alle Gesetze allgemeine Gesetze, die deshalb Vorrang vor Art. 5 Abs. 1 Satz 1 GG haben, weil das von ihnen geschützte gesellschaftliche Gut schwerer wiegt als die Meinungsfreiheit. Es kommt also entscheidend auf die Abwägung zwischen den verschiedenen Rechtsgütern an.
Das Bundesverfassungsgericht (BVerfG) hat im Lüth-Urteil vom 15. Januar 1958 die Sonderrechtslehre relativiert und mit der Abwägungslehre kombiniert. Das BVerfG versteht danach unter „allgemeinen Gesetzen“ im Sinne des Art. 5 Abs. 2 GG „die ‚nicht eine Meinung als solche verbieten, die sich nicht gegen die Äußerung der Meinung als solche richten‘, die vielmehr ‚dem Schutze eines schlechthin, ohne Rücksicht auf eine bestimmte Meinung, zu schützenden Rechtsguts dienen‘, dem Schutze eines Gemeinschaftswerts, der gegenüber der Betätigung der Meinungsfreiheit den Vorrang hat“.
Das trifft beispielsweise auf § 86a StGB zu, der das Verwenden von Kennzeichen verfassungswidriger Organisationen verbietet. Die freiheitlich-demokratische Grundordnung und der politische Frieden gehen in diesem Bereich der Meinungsfreiheit vor.